# Huascar
Pour le navire du même nom, voir Huáscar (navire).
Huascar (en quechua : Waskhar, qui signifie Fils de la joie), né Inti Cusi Huallpa vers 1491 et mort assassiné vers 1533, est le quatrième empereur de l'Empire inca, d'une année comprise entre 1525 et 1528 à 1532, succédant à son père Huayna Capac et à son frère Ninan Cuyochi, tous deux morts de la variole lors d'une campagne près de Quito.
Huascar est souverain du Cuzco à l'arrivée des Espagnols au Pérou, en 1532. Lors de la guerre civile qui l'oppose à son demi-frère Atahualpa, il est vaincu et perd le trône. Après les débuts de la conquête espagnole, il est assassiné sur ordre d'Atahualpa, pourtant déjà prisonnier des Espagnols.

## Biographie

### Élection et investiture

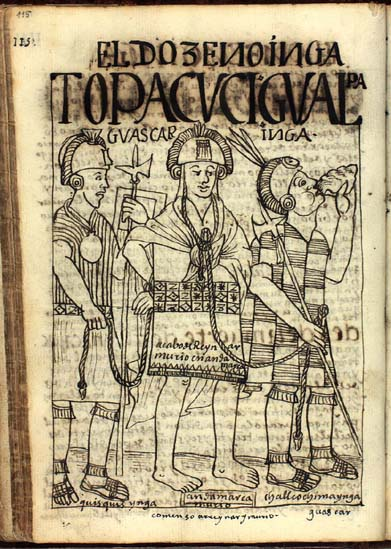
Huáscar emmené par Quisquis et Chalcuchímac.

Fils de Huayna Capac et d'une princesse du Cuzco, il est désigné par la noblesse du Cuzco comme Sapa Inca à la mort de son père, en 1527. Possiblement, la mère de Huascar, Raura Ocllo, assure son élection et informe Huascar de la mort du souverain avant l’arrivée du cortège funéraire à Cuzco. Certains membres du cortège rencontrent Raura Ocllo à Urcos Calla, où Chuquis Guaman fomente un complot visant à instaurer Cusi Atauchi. Cependant, quand ce dernier est informé, il fait part à Huascar de la conspiration, lequel fait exécuter toutes les personnes liées au complot. Le groupe de nobles autour d'Atahualpa reste à Quito, et n'accompagne pas le cortège dirigé par Cusi Topa Yupanqui, parent d'Atahualpa et membre de la lignée ou panaca du souverain Pachacutec, raison pour laquelle Huascar fait exécuter les membres du cortège sont exécutés.

### Règne
Au début de son règne, Huascar reçoit des informations du chef de Tumipampa, Ullco Colla, faisant état de la possibilité d'une révolte d'Atahualpa, lequel avait provoqué Ullco Colla en faisant construire à Tumipampa des palais au nom de Huascar. Atahualpa envoie des cadeaux à Huascar, mais celui-ci fait exécuter les messagers et envoie une ambassade à Quito parée d’accessoires féminins. Atahualpa, conseillé par les anciens généraux de son père et de peur d'être exécuté à Cuzco, est poussé vers la révolte. Profitant de cette situation, les cañaris auraient, selon certaines sources, capturés Atahualpa, tandis que d'autres font état d'une bataille dans laquelle Huascar aurait été victorieux. Libéré, Atahualpa remporte une victoire à Tumipampa, qu'il détruit, puis se dirige vers la côte, où il subit une défaite navale face au souverain de l'île de La Puná, soutient de Huascar, près de Tumbes dans le golfe de Guayaquil.
Huascar est impopulaire auprès des panacas ou lignées car il ne participe pas aux banquets et festins dans le cadre de la coutume de la réciprocité andine et sa garde n'est plus constituée des membres de lignées royales mais de chachapoyas et de cañaris. De plus, le souverain exprime l'intention de s'approprier les terres des anciens souverains momifiés et d'enterrer ces derniers, contrairement à la tradition. Face au mécontentement des lignages du haut (Hanan) Cuzco, responsables de son élection, Huascar menace de changer de moitié et d'appartenir au bas (Hurin) Cuzco. À cause de ces événements, le lignage d'Atahualpa, celui de l'empereur Pachacutec, nommé Hatun Ayllu, dirige des intrigues à l'encontre de Huascar, et convainc un grand nombre de chefs militaires à changer de côté dans la guerre de succession inca.
En 1532, alors qu'Atahualpa est séquestré par les Espagnols, ce dernier commande l'assassinat de son demi-frère pour s'assurer de sa victoire. Cet acte renforce les dissensions et la rancœur entre quiténiens et cuzquéniens, et facilite ainsi l'enracinement du pouvoir espagnol dans un pays divisé.